# Святушине
Святу́шине —  село в Україні, у Лозівській міській громаді Лозівського району Харківської області. Населення становить 115 осіб. До 2018 орган місцевого самоврядування — Бунаківська сільська рада.

## Географія
Село Святушине знаходиться на правому березі річки Берека в місці впадання в неї річки Лозовенька (ліва притока), вище за течією на відстані 1 км розташоване село Бунакове, нижче за течією на відстані 1 км розташоване село Федорівка, на протилежному березі село Лозівське. Річка в цьому місці звивиста  й заболочена, утворює багато лиманів, стариць і озер.

## Історія
1861 — дата заснування.
12 червня 2020 року, відповідно до Розпорядження Кабінету Міністрів України  № 725-р «Про визначення адміністративних центрів та затвердження територій територіальних громад Харківської області», увійшло до складу Лозівської міської громади.
17 липня 2020 року, в результаті адміністративно-територіальної реформи та ліквідації колишнього Лозівського району (1923—2020), увійшло до складу новоутвореного Лозівського району Харківської області.